# Celina (Texas)
Celina város az USA Texas államában, Collin és Denton megyében. Lakosainak száma 16 739 fő (2020. április 1.).

## Népesség
A település népességének változása:
| Lakosok száma | 724  | 6028 | 16 739 |
|               | 1910 | 2010 | 2020   |